# Municipio de White Rock (Dakota del Sur)
El municipio de White Rock (en inglés: White Rock Township) es un municipio ubicado en el condado de Roberts en el estado estadounidense de Dakota del Sur. En el año 2010 tenía una población de 246 habitantes y una densidad poblacional de 1,6 personas por km².

## Geografía
El municipio de White Rock se encuentra ubicado en las coordenadas 45°52′16″N 96°39′26″O / 45.87111, -96.65722. Según la Oficina del Censo de los Estados Unidos, el municipio tiene una superficie total de 153.74 km², de la cual 150,61 km² corresponden a tierra firme y (2,04 %) 3,13 km² es agua.

## Demografía
Según el censo de 2010, había 246 personas residiendo en el municipio de White Rock. La densidad de población era de 1,6 hab./km². De los 246 habitantes, el municipio de White Rock estaba compuesto por el 95,93 % blancos, el 2,03 % eran de otras razas y el 2,03 % eran de una mezcla de razas. Del total de la población el 2,03 % eran hispanos o latinos de cualquier raza.